# حوزه‌های انتخابیه مجلس شورای اسلامی در استان فارس

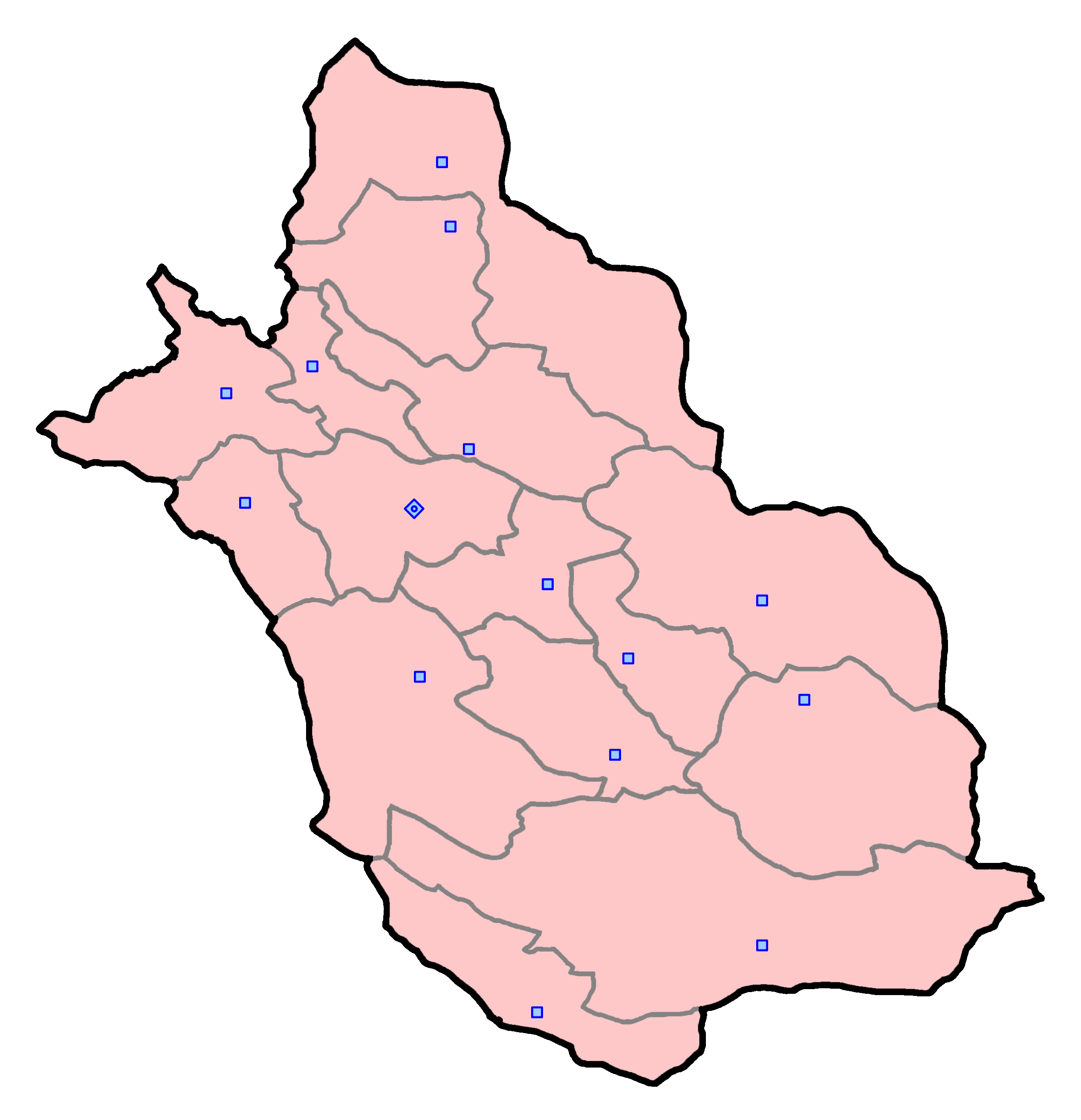
حوزه‌های انتخاباتی استان فارس

استان فارس ۱۵ حوزه برای انتخابات مجلس دارد که در مجموع ۱۸ نماینده را دربر می‌گیرد.
| مرکز      | حوزه                              | شهرستان‌ها    | بخش‌ها                                                      | کرسی | نقشه | جمعیت   |
| --------- | --------------------------------- | ------------ | ---------------------------------------------------------- | ---- | ---- | ------- |
| شیراز     | شیراز و زرقان                     | شیراز        | شهر شیراز، مرکزی، ارژن و سیاخ دارنگون                      | ۴    |      | ۱۸۶۹۰۰۱ |
| شیراز     | شیراز و زرقان                     | زرقان        | شهر زرقان، مرکزی و رحمت‌آباد                                | ۴    |      | ۱۸۶۹۰۰۱ |
| آباده     | آباده، بوانات خرم‌بید و سرچهان     | آباده        | شهر آباده، مرکزی آباده، بهمن صغاد                          | ۱    |      | ۲۰۱۷۷۱  |
| آباده     | آباده، بوانات خرم‌بید و سرچهان     | بوانات       | شهر سوریان، مرکزی و مزایجان                                | ۱    |      | ۲۰۱۷۷۱  |
| آباده     | آباده، بوانات خرم‌بید و سرچهان     | خرم‌بید       | شهر صفاشهر، مرکزی، مشهد مرغاب                              | ۱    |      | ۲۰۱۷۷۱  |
| آباده     | آباده، بوانات خرم‌بید و سرچهان     | سرچهان       | شهر کره‌ای، مرکزی، باغ صفا و توجردی                         | ۱    |      | ۲۰۱۷۷۱  |
| نی‌ریز     | نی‌ریز، استهبان و بختگان           | نی‌ریز        | شهر نی‌ریز، مرکزی، مشکان، قطرویه                            | ۱    |      | ۱۸۲۱۴۱  |
| نی‌ریز     | نی‌ریز، استهبان و بختگان           | استهبان      | شهر استهبان، مرکزی، رونیز                                  | ۱    |      | ۱۸۲۱۴۱  |
| نی‌ریز     | نی‌ریز، استهبان و بختگان           | بختگان       | شهر آباده طشک، مرکزی و حنا                                 | ۱    |      | ۱۸۲۱۴۱  |
| اقلید     | اقلید                             | اقلید        | شهر اقلید، مرکزی، سده، حسن‌آباد                             | ۱    |      | ۹۳۷۶۳   |
| جهرم      | جهرم و خفر                        | جهرم         | شهر جهرم، مرکزی، سیمکان، کردیان                            | ۱    |      | ۲۲۸۵۳۲  |
| جهرم      | جهرم و خفر                        | خفر          | شهر باب‌انار، مرکزی و راهگان                                | ۱    |      | ۲۲۸۵۳۲  |
| داراب     | داراب و زرین‌دشت                   | داراب        | شهر داراب، مرکزی، رستاق، فوررگ                             | ۱    |      | ۲۷۴۶۸۸  |
| داراب     | داراب و زرین‌دشت                   | زرین‌دشت      | شهر حاجی‌آباد ، مرکزی، ایزدخواست                            | ۱    |      | ۲۷۴۶۸۸  |
| اردکان    | سپیدان و بیضا                     | سپیدان       | شهر اردکان، مرکزی، همایجان                                 | ۱    |      | ۹۱۰۴۹   |
| اردکان    | سپیدان و بیضا                     | بیضا         | شهر بیضا، مرکزی و بانش                                     | ۱    |      | ۹۱۰۴۹   |
| سروستان   | سروستان، خرامه و کوار             | سروستان      | شهر سروستان، مرکزی، کوهنجان                                | ۱    |      | ۱۲۱۹۹۷  |
| سروستان   | سروستان، خرامه و کوار             | خرامه        | شهر خرامه، مرکزی و کربال                                   | ۱    |      | ۱۲۱۹۹۷  |
| سروستان   | سروستان، خرامه و کوار             | کوار         | شهر کوار، مرکزی، طسوج                                      | ۱    |      | ۱۲۱۹۹۷  |
| فسا       | فسا                               | فسا          | شهر فسا، مرکزی، ششده و قره‌بلاغ، شیبکوه، نوبندگان           | ۱    |      | ۲۰۵۱۸۷  |
| فیروزآباد | فیروزآباد، فراشبند و قیر و کارزین | فیروزآباد    | شهر فیروزآباد، مرکزی، میمند                                | ۱    |      | ۲۳۸۰۷۹  |
| فیروزآباد | فیروزآباد، فراشبند و قیر و کارزین | فراشبند      | شهر فراشبند، مرکزی، دهرم                                   | ۱    |      | ۲۳۸۰۷۹  |
| فیروزآباد | فیروزآباد، فراشبند و قیر و کارزین | قیر و کارزین | شهر قیر، مرکزی، افزر                                       | ۱    |      | ۲۳۸۰۷۹  |
| کازرون    | کازرون و کوه‌چنار                  | کازرون       | شهر کازرون، مرکزی، جره و بالاده، خشت و کمارج               | ۱    |      | ۲۶۶۲۱۷  |
| کازرون    | کازرون و کوه‌چنار                  | کوه‌چنار      | شهر قائمیه، مرکزی و کوهمره نودان                           | ۱    |      | ۲۶۶۲۱۷  |
| لار       | لارستان، خنج گراش، اوز و جویم     | لارستان      | شهر لار، مرکزی، اوز، بیرم، صحرای باغ، بنارویه، جویم        | ۱    |      | ۲۵۵۲۷۹  |
| لار       | لارستان، خنج گراش، اوز و جویم     | خنج          | شهر خنج، مرکزی، محمله                                      | ۱    |      | ۲۵۵۲۷۹  |
| لار       | لارستان، خنج گراش، اوز و جویم     | گراش         | شهر گراش، مرکزی و ارد                                      | ۱    |      | ۲۵۵۲۷۹  |
| لار       | لارستان، خنج گراش، اوز و جویم     | اوز          | شهر اوز، مرکزی و بیدشهر                                    | ۱    |      | ۲۵۵۲۷۹  |
| لار       | لارستان، خنج گراش، اوز و جویم     | جویم         | شهر جویم، مرکزی و هرم                                      | ۱    |      | ۲۵۵۲۷۹  |
| لامرد     | لامرد و مهر                       | لامرد        | شهر لامرد، مرکزی، اشکنان، علامرودشت                        | ۱    |      | ۱۵۶۶۰۹  |
| لامرد     | لامرد و مهر                       | مهر          | شهر مهر، مرکزی، وراوی، گله‌دار، اسیر                        | ۱    |      | ۱۵۶۶۰۹  |
| مرودشت    | مرودشت و پاسارگاد و ارسنجان       | مرودشت       | شهر مرودشت، مرکزی، درودزن، سیدان، کامفیروز، کامفیروز شمالی | ۱    |      | ۳۹۶۲۷۷  |
| مرودشت    | مرودشت و پاسارگاد و ارسنجان       | پاسارگاد     | شهر سعادت‌شهر، مرکزی، پاسارگاد                              | ۱    |      | ۳۹۶۲۷۷  |
| مرودشت    | مرودشت و پاسارگاد و ارسنجان       | ارسنجان      | شهر ارسنجان، مرکزی                                         | ۱    |      | ۳۹۶۲۷۷  |
| نورآباد   | ممسنی و رستم                      | ممسنی        | شهر نورآباد، مرکزی، دشمن‌زیاری، ماهورمیلاتی                 | ۱    |      | ۱۶۱۹۱۳  |
| نورآباد   | ممسنی و رستم                      | رستم         | شهر مصیری، مرکزی، سورنا                                    | ۱    |      | ۱۶۱۹۱۳  |